# Dominic Johnson
Dominic Laurence Johnson (ur. 31 października 1975 w Castries) – pochodzący z Saint Lucia lekkoatleta specjalizujący się w skoku o tyczce (początkowo uprawiał wieloboje).

## Osiągnięcia
| Rok  | Impreza                                  | Miejsce             | Konkurencja             | Lokata            | Wynik     |
| ---- | ---------------------------------------- | ------------------- | ----------------------- | ----------------- | --------- |
| 1996 | Igrzyska olimpijskie                     | Atlanta             | skok o tyczce           | el.               | NM        |
| 1996 | Igrzyska olimpijskie                     | Atlanta             | sztafeta 4 × 400 metrów | el. – 25. miejsce | 3:10,51   |
| 1998 | Igrzyska Wspólnoty Narodów               | Kuala Lumpur        | dziesięciobój           | 8. miejsce        | 7587 pkt. |
| 1999 | Mistrzostwa Ameryki Środkowej i Karaibów | Bridgetown          | skok o tyczce           | 1. miejsce        | 5,61      |
| 1999 | Igrzyska panamerykańskie                 | Winnipeg            | sztafeta 4 × 100 metrów | 8. miejsce        | 40,56     |
| 1999 | Mistrzostwa świata                       | Sewilla             | skok o tyczce           | el. – 18. miejsce | 5,60      |
| 2000 | Igrzyska olimpijskie                     | Sydney              | skok o tyczce           | el. – 26. miejsce | 5,40      |
| 2001 | Mistrzostwa Ameryki Środkowej i Karaibów | Gwatemala           | skok o tyczce           | 1. miejsce        | 5,20      |
| 2001 | Mistrzostwa świata                       | Edmonton            | skok o tyczce           | el. – 18. miejsce | 5,60      |
| 2002 | Igrzyska Wspólnoty Narodów               | Manchester          | skok o tyczce           | 3. miejsce        | 5,60      |
| 2002 | Puchar świata                            | Madryt              | skok o tyczce           | 4. miejsce        | 5,20      |
| 2002 | Igrzyska Ameryki Środkowej i Karaibów    | San Salvador        | skok o tyczce           | 1. miejsce        | 5,41      |
| 2003 | Igrzyska panamerykańskie                 | Santo Domingo       | skok o tyczce           | 3. miejsce        | 5,40      |
| 2003 | Mistrzostwa świata                       | Paryż               | skok o tyczce           | el. – 25. miejsce | 5,35      |
| 2006 | Igrzyska Wspólnoty Narodów               | Melbourne           | skok o tyczce           | 5. miejsce        | 5,35      |
| 2006 | Igrzyska Ameryki Środkowej i Karaibów    | Cartagena de Indias | skok o tyczce           | 2. miejsce        | 5,20      |
| 2007 | Igrzyska panamerykańskie                 | Rio de Janeiro      | skok o tyczce           | 4. miejsce        | 4,90      |
| 2008 | Mistrzostwa Ameryki Środkowej i Karaibów | Cali                | skok o tyczce           | 2. miejsce        | 5,30      |
| 2008 | Igrzyska olimpijskie                     | Pekin               | skok o tyczce           | el. – 30. miejsce | 5,30      |

Mistrz Izraela (2001), medalista mistrzostw NCAA. 

## Rekordy życiowe
- Skok o tyczce – 5,70 (2000) rekord Saint Lucia[10], były rekord Ameryki Środkowej i Karaibów
- Skok o tyczce (hala) – 5,55 (2008) rekord Saint Lucia[11]
- Dziesięciobój lekkoatletyczny – 7596 pkt. (1997) rekord Saint Lucia / 7764w (1998)[12]
- Siedmiobój lekkoatletyczny (hala) – 5675 pkt. (1999) rekord Saint Lucia[13]
- Bieg na 400 metrów – 47,33 (1998)

Johnson ustanawiał rekordy kraju także w innych konkurencjach lekkoatletycznych, m.in.: w hali – w biegu na 60 metrów przez płotki, skoku wzwyż, pchnięciu kulą, na stadionie – w biegu na 110 metrów przez płotki, sztafecie 4 × 100 metrów oraz sztafecie 4 × 400 metrów.